# 千田裕之
千田 裕之（ちだ ひろゆき、1958年5月2日-　）は日本の歌手、シンガーソングライター、音楽プロデューサーである。
B型。

## 来歴
1984年、活動を休止し西武百貨店に就職する。

### 音楽プロデューサー、歌手として
1999年、木彫家・吟遊詩人／手仕事屋きち兵衛をプロデュース、同年、アルバム「素描画」をリリースする。
2002年、ブラスバンドBIG HORNS BEE織田浩司のソロアルバム「PIECES OF THE MOON」をプロデュースする。
2003年、アメリカ黒人コーラス4人組、プラチナム・パートナーズ「DRAMA-TIX」をプロデュースする。同年、NHK交響楽団トランペット奏者、佛坂率いるJzCraze「フェリス・ホイール」をプロデュースする。同年、さとう宗幸のプロダクション（さとう音楽事務所）所属アーティストである高橋佳生のシングル「雪渡り」を徳間ジャパンと共同プロデュースする。
2005年、音楽プロデューサーの傍ら作曲活動を始める。同年2月に中国西安出身歌手、ヤン・チェン第3弾シングル「白木蓮」の作曲を手がけ、NHK新ラジオ歌謡(2〜3月)に抜擢される。同年9月に演歌歌謡新人の大島功三「心に雨が降る夜は」を作詞家・荒木とよひさとのコンビで作曲を手がける。
2006年、1月ヤン・チェンシングル第4弾「愛することしかできない」の作曲を手がける。同曲が有線リクエストチャート2月〜5月期間総合チャート5位以内キープを続ける。 同年11月、さとう音楽事務所アーティスト、亜KIRAのプロデュース&作曲を手がけ、2006年度の仙台光のページェントテーマソング「ページェント・ナイト」をリリースする。古き良き時代の歌謡曲復活をテーマに活動中(目指せ!!スーパー歌謡プロジェクト)。
2007年、清心(きよみ)「私に会いにきて」の作曲を手がける。
2008年、シンガーソングライター・千田裕之として活動再開する。
2009年には、未発表曲「歌ってよ昭和ブルース」ラフミックス・バージョンが未発売ながら6月度ヘビー・ローテーション曲として採用される。同年6月、有線問合せチャート第二位を記録する。
2010年10月6日、千田裕之自身のデビューシングル「帰りたい」（カップリング：美しいひと）でメジャーデビューを果たす。同曲は、同年10月・11月のNHKユアソングに抜擢される。またメジャーデビュー当時52歳ということで新聞にも取り上げられた。
2014年2月22日公開、日本音楽事業者協会創立50周年記念アニメ映画「ジョバンニの島」の主題歌に参加。

## プロデュース
- 「白木蓮」 ヤン・チェン（2005年2月2日）徳間ジャパン
- 「心に雨が降る夜は」 大島功三（2005年9月21日）徳間ジャパン
- 「愛することしかできない」　ヤン・チェン（2006年1月11日）徳間ジャパン
- 「ページェント・ナイト」 亜KIRA（2006年11月1日）エイベックス
- 「私に会いにきて」 清心(きよみ)（2007年7月4日）徳間ジャパン